# Cordovado
Cordovado (friuli nyelven Cordovât) település Olaszországban, Friuli-Venezia Giulia régióban, Pordenone megyében. Lakosainak száma 2733 fő (2023. január 1.). Cordovado Gruaro, Morsano al Tagliamento, Sesto al Reghena és Teglio Veneto községekkel határos.

## Népesség
A település lakossága az elmúlt években az alábbi módon változott:
| Lakosok száma | 2782 | 2736 | 2733 | 2705 |
|               | 2017 | 2018 | 2023 | 2024 |